# 青銅楯隊
青銅楯隊（せいどうじゅんたい、カルカスピデス、希：Χαλκάσπιδες、ラテン文字転記：Chalkaspides）は、ヘレニズム時代、アンティゴノス朝マケドニアによって編成されたファランクス部隊の一つである。
青銅楯隊は文字通り青銅の楯を装備した部隊である。彼らはスパルタ王クレオメネス3世との戦い（クレオメネス戦争）にてアンティゴノス3世によって用いられた。青銅楯隊や白楯隊などの諸ファランクス部隊は紀元前168年のアンティゴノス朝の滅亡の際に解散した。また、ポントス王ミトリダテス6世も同名の部隊を持っていたようであり、第一次ミトリダテス戦争のカイロネイアの戦いでルキウス・コルネリウス・スラ率いるローマ軍と戦っている。

## 註
1. ↑  ポリュビオス, II. 66
2. ↑  プルタルコス, 「スラ」, 16